# Стреляй и забрави
Стреляй и забрави (на английски: fire-and-forget) е трето поколение метод за управление на ракети.
Военните използват термина за вид ракета, която не изисква допълнителни насоки след изстрелване (като например лазерна подсветка на целта), и може да порази целта си без операторът да има пряка видимост към нея. Това е важна характеристика за изстрелялия ракетата, тъй като значително намалява необходимосста от престой в близост до целта и съответно намалява риска от насрещен обстрел.
Като цяло информацията за целта се програмира в ракетата непосредствено преди пуска ѝ. Това може да включва координатите на целта, радарни измервания (вкл. скорост) или инфрачервено изображение на целта. След като е изстреляна, ракетата се насочва от комбинация от жироскопи, акселерометри, GPS, радар и инфрачервена оптика.